# 彼得·達文波特
彼得·B·達文波特（英語：Peter B. Davenport）是美國幽浮學家，國家UFO報告中心主任，曾擔任哈靈頓市議員。
1954年，達文波特在6歲時於聖路易斯目擊過UFO，因而對UFO產生興趣。他畢業於史丹佛大學，並在華盛頓大學獲得遺傳學和水產生物化學碩士學位。1980年代，在西雅圖地區創立生物科技公司BioSyn Inc.。1994年，接替Robert J. Gribble成為國家UFO報告中心主任。

## 外部連結
- National UFO Reporting Center Peter Davenport, Director （页面存档备份，存于）（英文）